# China Zorrilla
China Zorrilla, nascida Concepción Matilde Zorrilla de San Martín Muñoz (Montevidéu, 14 de março de 1922 — 17 de setembro de 2014) foi uma atriz uruguaia.

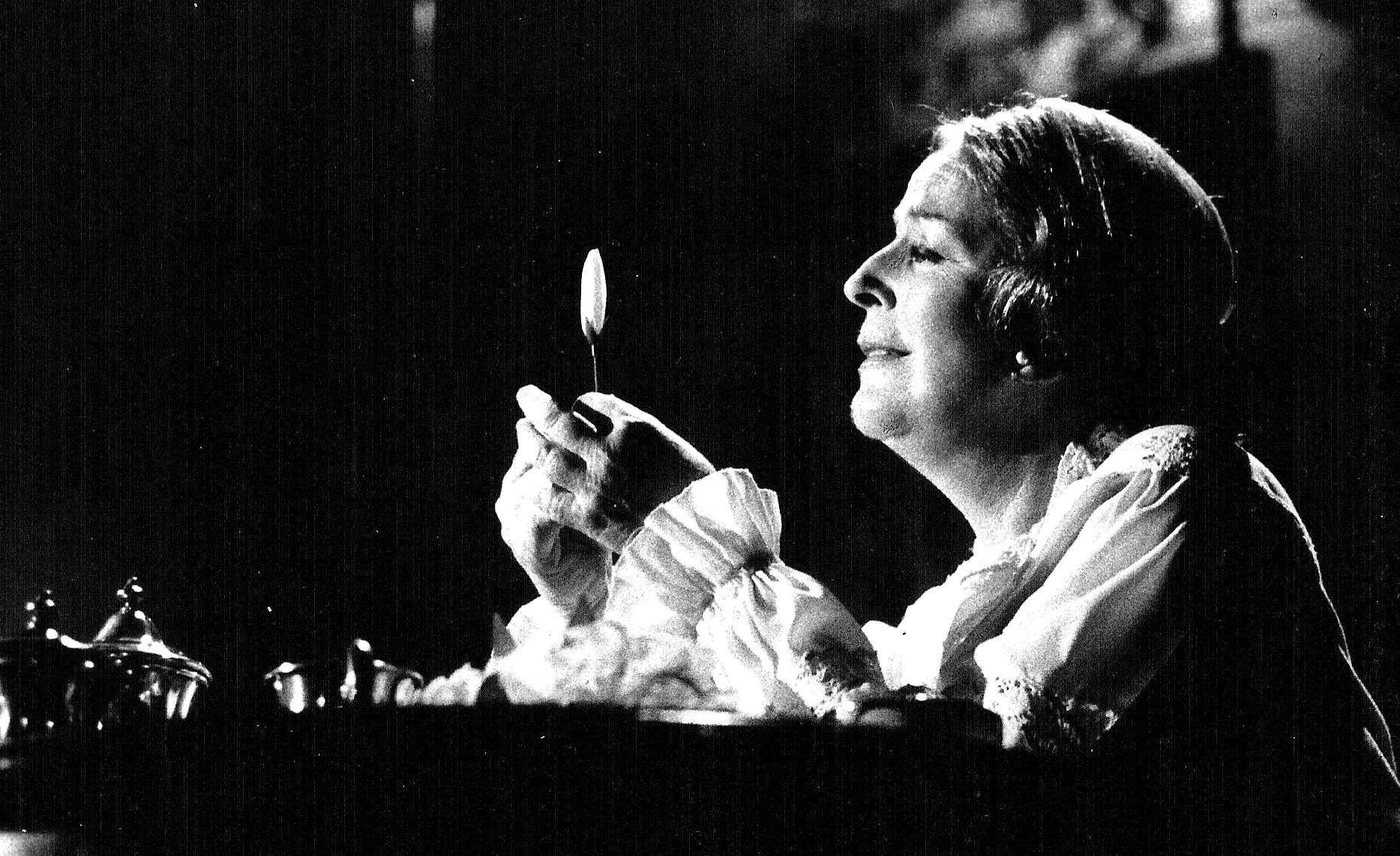
Como Emily Dickinson, 1980

## Filmografia
- Tocar el cielo (2007) .... Imperio
- Elsa y Fred (2005) .... Elsa
- "Mujeres asesinas" .... Inés Quinteros (1 episode)
- Conversaciones con mamá (2004) .... Mamá
- "Roldán, Los" (2004) TV Series .... Mercedes Lozada (unknown episodes)
- "Piel naranja años después" (2004) TV Series .... Doña Elena
- "Son amores" (2002) TV Series (uncredited) .... Margarita (2003)
- "099 Central" (2002) TV Series (uncredited) .... Dora, Tomás' grandmother
- "Enamorarte" (2001) TV Series .... Mercedes 'Mechita' Dugan viuda de Juárez (unknown episodes)
- "Amantes, Las" (2001) TV Series
- "Gasoleros" (1998) TV Series .... Matilde (Mother of Roxana 'Roxy' Presutti)
- Sin querer (1997)
- "Arcángel, El" (1997) TV Series (unknown episodes)
- "Ricos y famosos" (1997) TV Series .... Catalina
- "R.R.D.T" (1997) TV Series .... Tina
- Entre la sombra y el alma (1997)
- Besos en la frente (1996) .... Mercedes Arévalo
- La salud de los enfermos (1996)...Mamá
- Lola Mora (1996)
- Fotos del alma (1995) .... Esthercita
- Nave de los locos, La (1995) .... Dra. Marta Caminos
- "Leandro Leiva, un soñador" (1995) TV Series
- Guerriers et captives (1994)
- Cuatro caras para Victoria (1992) .... Victoria IV
- Peste, La (1992) .... Emma Rieux
- Dios los cría (1991)
- Verano del potro, El (1991) .... Ana
- "Atreverse" (1990) TV Series (unknown episodes)
- Nunca estuve en Viena (1989) .... Carlota
- Pobre mariposa (1986)
- Esperando la carroza (1985) .... Elvira Romero
- Contar hasta diez (1985)
- Darse cuenta (1984)
- Invitación, La (1982)
- Pubis Angelical (1982)
- Últimos días de la víctima (1982) .... Beba (Landlady)
- Señora de nadie (1982)
- "Solitario, El" (1980) (mini) TV Series .... Melani Duvalie
- Chau, amor mío" (1979) TV Series .... Ana
- "Que estamos solos, Los" (1976) TV Series .... Doña Barbarita
- Sorpresas, Las (1975) .... (segment "Corazonada")
- Gauchos judíos, Los (1975)
- "Piel naranja" (1975) TV Series .... Elena
- Triángulo de cuatro (1975)
- Tregua, La (1974)
- "Mi hombre sin noche" (1974) TV Series .... Casilda (April–August 1974)
- Venganzas de Beto Sánchez, Las (1973) .... La maestra
- "Pobre diabla" (1973) TV Series .... Doña Aída Morelli
- Heroína (1972)
- Maffia, La (1972) .... Assunta
- Tobogán, El (1971) (TV) .... Rosa
- Guapo del 900, Un (1971)